# Boca Maldita

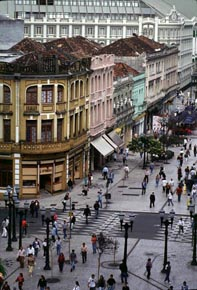
Aspecto da Rua das Flores, nas cercanias da Boca Maldita.

A Boca Maldita é uma confraria localizada em Curitiba. O termo também é associado ao local em que seus membros se encontram para discutirem os assuntos do momento.

## O local
Boca Maldita é a denominação de um espaço, sem área determinada mas ao redor dos cafés, bancas de revista e bancos do calçadão na Avenida Luiz Xavier (entre a Praça General Osório e a Rua XV de Novembro) no centro de Curitiba, onde se reúnem os "Cavalheiros da Boca Maldita de Curitiba", confraria esta que disseca todos os assuntos presentes nas manchetes dos jornais do momento, em uma tribuna livre de palavras e pensamentos. O atual presidente da Boca Maldita, desde 2003, é o empresário Ygor K. de Siqueira, filho do fundador Anfrísio Siqueira.
O obelisco existente em frente ao hotel Braz faz uma homenagem ao local e à confraria.

## A confraria
Reduto prioritariamente masculino, tribuna livre instituida por Lei Municipal nº 6450/83 para quaisquer comentários ou críticas, a confraria "Cavalheiros da Boca Maldita de Curitiba" surgiu em 13 de dezembro de 1956, fundada por um grupo que reunia, entre outros, o eterno presidente Anfrísio Siqueira e o jornalista Adherbal Fortes de Sá Júnior. A institucionalização do espaço de conversas, no calçadão da Avenida Luiz Xavier, se deu em 13 de dezembro de 1956 (data anterior ao calçadão), quando da criação dos estatutos, e seu registro ocorreu em 29 de setembro de 1975.
O lema da entidade é: "tudo vejo, tudo ouço, tudo falo".
A confraria existe para debater e criticar tudo e todos sem qualquer restrição, expressando as vontades e indignações populares. Entre seus confrades reúnem-se pessoas de diversas opiniões ou setores, como artistas, profissionais liberais, políticos, esportistas, estudantes, turistas, empresários e os curiosos que circulam diariamente pelo local mais Democrático do Brasil. A Boca Maldita se destaca em diversos acontecimentos históricos do Estado e do país, como por exemplo o 1º Comício de campanha das Diretas Já; a manifestação dos "caras-pintadas" no "Fora Collor"; enfim, a Boca Maldita não é somente o principal palco das manifestações políticas na cidade de Curitiba, bem como de inúmeras atividades artísticas, culturais e educacionais, além de diversas ações de caráter filantrópico-cultural. O grande evento anual da “Boca” é o seu jantar de aniversário, comemorado em 13 de dezembro, quando cerca de 40 convidados recebem o título de "Cavalheiro da Boca Maldita".
Entre os milhares de associados da confraria estão Oriovisto Guimarães, Ziraldo, Carlos Ayres Britto, Felix Fischer, Nelson Jobim e Antônio Ermírio de Moraes.

## Versão feminina
Na década de 1980, com o apoio do presidente Anfrísio Siqueira, a então vereadora Rosa Maria Chiamulera criou a "Associação Boca Rouge para Promoção dos Direitos da Mulher" com eventos similares aos da confraria Boca Maldita, como a organização de um jantar anual e a distribuição da comenda e diploma de "Dama Rouge", porém não existe mais.